# Tiemoko Ouattara
Tiemoko Ouattara (25 maggio 2005) è un calciatore svizzero, attaccante del Servette.

## Carriera

### Club
Cresciuto nel settore giovanile del Servette, ha firmato il suo primo contratto professionistico nel settembre del 2022 e tra il 2021 ed il 2024 ha giocato nelle serie minori svizzere con la formazione Under-21 del club elvetico, con cui tra il 2021 ed il 2023 ha anche vinto due campionati consecutivi, salendo dalla quinta alla terza divisione. Ha poi debuttato in prima squadra il 16 settembre 2023 nell'incontro di Coppa Svizzera vinto 4-1 contro il Bulle ed ha segnato il suo primo gol il 29 marzo 2025 nella partita di Super League vinto 2-0 contro il Lugano.

### Nazionale
Ha giocato con le nazionali giovanili svizzere Under-18, Under-19, Under-20 ed Under-21.

## Statistiche

### Presenze e reti nei club
Statistiche aggiornate al 21 aprile 2025.
| Stagione        | Squadra         | Campionato      | Campionato | Campionato | Coppe nazionali | Coppe nazionali | Coppe nazionali | Coppe continentali | Coppe continentali | Coppe continentali | Altre coppe | Altre coppe | Altre coppe | Totale | Totale | Totale |
| Stagione        | Squadra         | Comp            | Pres       | Reti       | Comp            | Pres            | Reti            | Comp               | Pres               | Reti               | Comp        | Pres        | Reti        | Pres   | Reti   |        |
| --------------- | --------------- | --------------- | ---------- | ---------- | --------------- | --------------- | --------------- | ------------------ | ------------------ | ------------------ | ----------- | ----------- | ----------- | ------ | ------ | ------ |
| 2021-2022       | Servette U-21   | 2L              | 4          | 1          | -               | -               | -               | -                  | -                  | -                  | -           | -           | -           | 4      | 1      |        |
| 2022-2023       | Servette U-21   | 1L              | 23         | 9          | -               | -               | -               | -                  | -                  | -                  | -           | -           | -           | 23     | 9      |        |
| 2023-2024       | Servette U-21   | PL              | 20         | 2          | -               | -               | -               | -                  | -                  | -                  | -           | -           | -           | 20     | 2      |        |
| 2024-2025       | Servette U-21   | PL              | 8          | 6          | -               | -               | -               | -                  | -                  | -                  | -           | -           | -           | 8      | 6      |        |
| 2023-2024       | Servette        | SL              | 3          | 0          | CS              | 3               | 0               | UEL+UECL           | 0+1                | 0                  | -           | -           | -           | 7      | 0      |        |
| 2024-2025       | Servette        | SL              | 22         | 1          | CS              | 2               | 0               | UEL+UECL           | 0+2                | 0                  | -           | -           | -           | 26     | 1      |        |
| Totale carriera | Totale carriera | Totale carriera | 80         | 19         |                 | 5               | 0               |                    | 3                  | 0                  |             | -           | -           | 88     | 19     |        |

## Palmarès
- Seconda Lega interregionale: 1

Servette U-21: 2021-2022 (gruppo 1)
- 1ª Lega: 1

Servette U-21: 2022-2023 (gruppo 1)